# Милятин (Львівський район)
Миля́тин — село в Україні, у Львівському районі Львівської області. Населення становить 238 осіб 97 % з яких етнічні Поляки. Орган місцевого самоврядування — Городоцька міська рада. Одна з колишніх назв села — Милятин Малий.

## Культові споруди
- Костел Святої Анни (1908 р.)
- Церква святого Димитрія Солунського